# 中華路 (台中市海線)
中華路為臺灣臺中市海線地區的重要道路，縱貫清水、梧棲、龍井等三區，包含清水區甲南里之外環道路中華北路，連接中華北路與中華路主線之間的中山路，以及與貫穿清水至沙鹿等兩市區中山路及沙田路平行之中華路主線，為台灣第二長的外環道路，屬於臺一線全線。呈相南—北走向的道路，南接省道台1線的沙田路，北連中山路的大甲溪橋，全長約18.2公里。

## 行經行政區域
- 龍井區
- 梧棲區
- 清水區

## 分段
- 龍井區：一段至三段
- 梧棲區：一段、二段
- 清水區中華路及中華北路皆不分段

## 車道數
全線皆為雙向六車道，設置中央綠化安全島及雙向機車道。

## 本道路客運
| 編號 | 業者       | 路線                                     | 行駛區間                                                   |
| ---- | ---------- | ---------------------------------------- | ---------------------------------------------------------- |
| 95   | 中台灣客運 | 六福公園－外埔老人文康中心               | 臺灣大道－中清路、中山路－中山路(中華北路)                 |
| 95副 | 中台灣客運 | 六福公園－外埔老人文康中心－土城         | 臺灣大道－民族路、南社路－中清路、中山路－中山路(中華北路) |
| 97   | 東南客運   | 國立苑裡高中－大甲區銅安厝－臺中國際機場 | 中山路－中山路(中華北路)                                   |
| 616  | 東南客運   | 臺中港郵局－國立苑裡高中                 | 臺灣大道－中山路、中山路－中山路(中華北路)                 |
| 617  | 中鹿客運   | 臺中港旅客服務中心－仁友停車場           | 臺灣大道－向上路                                           |
| 688  | 巨業交通   | 清水車站－高美濕地－臺中港旅客服務中心   | 五權東路－鰲峰路                                           |

## 沿線設施
（由南到北）
| | |
| （往南接沙田路三段） 中華路一段（龍井區） 沙田路四段 國道三號（福爾摩沙高速公路） 茄投路一段 - 龍田陸橋 臺鐵海岸線 臨港東路一段 中華路二段 龍井大排 中華路三段 向上路七、八段（港南路一段／中興路） 中華路一段（梧棲區） 永興路一段 永寧路 青年路 梧棲大排 - 中華陸橋 臺灣大道八段（中棲路一、二段） 中華路二段 大智路一段（台中港區） 長春路 | 中華路（清水區） 民族路二段 - 清水戶政事務所 鰲峰路 中清路八、九段（三民路一、二段） 海濱路 - 麥當勞清水中華餐廳 五權路／五權東路 - 臺中市清水區西寧國民小學 高美路 清水大排 中山路（台中市海線） 中華北路 臨港路七段（台17線起點） - 甲南陸橋 - 臺中市清水區甲南國民小學 國道四號（台中環線） 臺鐵臺中港線 溪頭路 護岸路 - 大甲溪橋 （往北接大甲區中山路） |